# Notosudidae
Notosudidae är en familj av fiskar. Notosudidae ingår i ordningen laxtobisartade fiskar (Aulopiformes). Enligt Catalogue of Life omfattar familjen Notosudidae 17 arter.
Familjens medlemmar förekommer i havsområden nära Arktis och Antarktis. De saknar simblåsa. Exemplaren har i ryggfenan 9 till 14. I analfenan finns 16 till 21 taggstrålar och stjärtfenan har 10 till 15 taggstrålar. Hos ungar förekommer tänder i käken.
Familjens medlemmar liknar laxtobisfiskar i kroppsformen. Den lilla ryggfenan ligger ungefär på ryggens centrum. Typisk är stora fjäll och stora ögon. Ett lysorgan saknas.
Det vetenskapliga namnet är sammansatt av det gammalgrekiska ordet noton (rygg) och det latinska namnet sudis (en variant av lax).
Släkten enligt Catalogue of Life och Fishbase:
- Ahliesaurus
- Luciosudis
- Scopelosaurus